# Morti il 7 marzo
| Questa pagina contiene informazioni ricavate automaticamente dalle voci biografiche con l'ausilio del template Bio e di un bot. L'aggiornamento è periodico e automatico e ricostruisce completamente la pagina. Se manca una persona in questa lista, sei pregato di non aggiungerla, ma accertati piuttosto che la sua voce biografica contenga il template Bio e che i dati anagrafici siano correttamente compilati. Se il template Bio manca, inseriscilo tu stesso o, in alternativa, metti l'avviso {{tmp\|Bio}} che ne segnala la mancanza. Se i dati riportati sono sbagliati, correggi direttamente la voce biografica; le modifiche saranno visibili in questa lista entro pochi giorni. Per chiarimenti vedi il progetto biografie. La lista contiene solo le 560 persone che sono citate nell'enciclopedia e per le quali è stato implementato correttamente il template Bio. Pagina aggiornata al 9 ago 2025. |

## II secolo(1)
- 161 - Antonino Pio, imperatore romano (n. 86)

## III secolo(1)
- 203 - Perpetua e Felicita, santa romana

## IV secolo(1)
- 309 - Eubulo, santo siriano

## V secolo(1)
- 413 - Eracliano, romano

## IX secolo(1)
- 843 - Ardone di Aniane, monaco cristiano e scrittore (n. 783)

## XI secolo(1)
- 1097 - Altwin, cardinale e vescovo tedesco

## XII secolo(5)
- 1108 - Gundulf di Rochester, vescovo cattolico e ingegnere normanno
- 1111 - Boemondo I d'Antiochia, militare normanno
- 1151 - Teodevino di Porto, cardinale, vescovo cattolico e diplomatico tedesco
- 1172 - Il-Arslan
- 1180 - Bertoldo I di Tirolo, nobile

## XIII secolo(6)
- 1209 - Ottone VIII di Baviera, nobile tedesco
- 1226 - Guglielmo Longespée, militare britannico
- 1230 - Giovanni Tornielli, vescovo cattolico italiano
- 1274 - Tommaso d'Aquino, religioso, teologo e filosofo italiano
- 1291 - Arghun, sovrano mongolo (n. 1258)
- 1300 - Munio di Zamora, vescovo cattolico e religioso spagnolo (n. 1237)

## XIV secolo(4)
- 1304 - Bartolomeo I della Scala, condottiero italiano (n. 1270)
- 1305 - Guido di Dampierre, conte
- 1309 - Lovato Lovati, notaio e poeta italiano
- 1342 - Giovanna di Valois, nobile francese (n. 1294)

## XV secolo(2)
- 1407 - Francesco I Gonzaga, condottiero italiano (n. 1366)
- 1444 - François de Meez, cardinale e vescovo cattolico francese

## XVI secolo(7)
- 1517 - Maria di Trastámara, regina (n. 1482)
- 1521 - Benedetto Buglioni, scultore italiano (n. 1461)
- 1535 - Ettore I Pignatelli, nobile, politico e militare italiano
- 1550 - Guglielmo IV di Baviera, duca (n. 1493)
- 1572 - Alonso de Montúfar, vescovo cattolico spagnolo (n. 1489)
- 1572 - Michele Torelli, vescovo cattolico italiano
- 1585 - Nicolò Dall'Aquila, vetraio italiano

## XVII secolo(21)
- 1604 - Minuccio Minucci, arcivescovo cattolico italiano (n. 1551)
- 1605 - Basilio Pignatelli, monaco cristiano e vescovo cattolico italiano (n. 1548)
- 1606 - Boghislao XIII di Pomerania, duca (n. 1544)
- 1608 - Renato Cati, politico e ambasciatore italiano
- 1608 - Caterina Martinelli, cantante italiana
- 1610 - Maria di Sassonia-Weimar, religiosa tedesca (n. 1571)
- 1621 - Romolo del Tadda, scultore italiano (n. 1544)
- 1623 - Luís Mendes de Vasconcelos, militare portoghese (n. 1542)
- 1625 - Johann Bayer, giurista e astronomo tedesco (n. 1572)
- 1625 - Gioacchino Ernesto di Brandeburgo-Ansbach, nobile (n. 1583)
- 1639 - Silvestro Marcantonio Morosini, vescovo cattolico italiano
- 1648 - Giovanni Battista Grimani, militare italiano
- 1648 - Caterina di Lorena, nobile e badessa francese (n. 1573)
- 1651 - Costanza Gonzaga, nobile italiana (n. 1571)
- 1654 - Ernesto Amedeo di Anhalt-Plötzkau, principe tedesco (n. 1620)
- 1657 - Hayashi Razan, filosofo e scrittore giapponese (n. 1583)
- 1660 - Ferdinando Orsini, nobile italiano
- 1665 - Guillaume Bautru, politico e diplomatico francese (n. 1588)
- 1668 - Odoardo Ceccarelli, tenore, compositore e scrittore italiano
- 1674 - Charles Sorel, scrittore francese (n. 1602)
- 1690 - Francesco Acerbo, poeta e gesuita italiano (n. 1606)

## XVIII secolo(35)
- 1709 - Francesco Stringa, pittore italiano (n. 1635)
- 1719 - Heinrich Bernhard Rupp, botanico tedesco (n. 1688)
- 1724 - Papa Innocenzo XIII, papa, arcivescovo cattolico e cardinale italiano (n. 1655)
- 1725 - Giuseppe Mazzuoli, scultore italiano (n. 1644)
- 1728 - Federico Luigi di Schleswig-Holstein-Sonderburg-Beck, ufficiale tedesco (n. 1653)
- 1735 - Michał Zdzisław Zamoyski, nobile e politico polacco (n. 1679)
- 1737 - Guido von Starhemberg, generale austriaco (n. 1657)
- 1737 - Francesco Antonio Tullio, librettista e poeta italiano (n. 1660)
- 1739 - Anton Maria Maragliano, scultore italiano (n. 1664)
- 1740 - Andrés de Orbe y Larreátegui, religioso e arcivescovo cattolico spagnolo (n. 1672)
- 1743 - Claude François Bidal d'Asfeld, generale francese (n. 1665)
- 1747 - Nicolas Mahudel, gesuita, archeologo e numismatico francese (n. 1673)
- 1748 - Elisabetta Teresa di Lorena, nobildonna francese (n. 1664)
- 1752 - Pietro Grimani, doge (n. 1677)
- 1761 - Antonio Palella, compositore e clavicembalista italiano (n. 1692)
- 1764 - Ottavio Antonio Bayardi, religioso, scrittore e vescovo cattolico italiano (n. 1694)
- 1766 - Ercole Lelli, anatomista, scultore e pittore italiano (n. 1702)
- 1767 - Jean-Baptiste Le Moyne de Bienville, funzionario, esploratore e navigatore francese (n. 1680)
- 1770 - Teresa Margherita Redi, religiosa italiana (n. 1747)
- 1774 - Carlo Alberto Guidobono Cavalchini, cardinale e arcivescovo cattolico italiano (n. 1683)
- 1775 - John Boyle, III conte di Glasgow, nobile scozzese (n. 1714)
- 1776 - John Lyon-Bowes, IX conte di Strathmore e Kinghorne, nobile britannico (n. 1737)
- 1778 - Charles De Geer, entomologo svedese (n. 1720)
- 1779 - Henry Howard, XII conte di Suffolk, nobile e politico inglese (n. 1739)
- 1782 - Giovanni Maria Della Torre, scienziato, fisico e naturalista italiano (n. 1710)
- 1785 - Pons Augustin Alletz, agronomo e saggista francese (n. 1703)
- 1786 - František Benda, violinista e compositore ceco (n. 1709)
- 1786 - Philip Stanhope, II conte di Stanhope, nobile inglese (n. 1714)
- 1788 - Karl Friedrich Flögel, storico tedesco (n. 1729)
- 1790 - Ignacy Feliks Morawski, generale e politico lituano (n. 1744)
- 1790 - Jean-Baptiste Romé de L'Isle, mineralogista francese (n. 1736)
- 1796 - Paul Chevallier, teologo olandese (n. 1722)
- 1798 - Francesco Milizia, teorico dell'architettura, storico dell'arte e critico d'arte italiano (n. 1725)
- 1799 - María Antonia de Paz y Figueroa, religiosa argentina (n. 1730)
- 1800 - Francesco Maria Bolognini, presbitero italiano (n. 1723)

## XIX secolo(79)
- 1802 - Gian Galeazzo Serbelloni, militare e nobile italiano (n. 1744)
- 1804 - Thomas Malton, pittore e incisore inglese (n. 1748)
- 1809 - Johann Georg Albrechtsberger, compositore, organista e teorico musicale austriaco (n. 1736)
- 1809 - Jean-Pierre Blanchard, pioniere dell'aviazione e inventore francese (n. 1753)
- 1809 - Pierre-Philippe Choffard, disegnatore e incisore francese (n. 1730)
- 1810 - Cuthbert Collingwood, I barone Collingwood, ammiraglio britannico (n. 1748)
- 1811 - Juraj Fándly, scrittore, presbitero e entomologo slovacco (n. 1750)
- 1815 - Francesco Bartolozzi, disegnatore, pittore e incisore italiano (n. 1727)
- 1816 - Gaetano d'Ancora, archeologo, filologo e grecista italiano (n. 1751)
- 1821 - Angelo Venturoli, architetto italiano (n. 1749)
- 1821 - Filippo Vibò di Prales, generale italiano (n. 1735)
- 1824 - Ludwig Wilhelm Gilbert, fisico e chimico tedesco (n. 1769)
- 1828 - Charlotte von Lieven, nobildonna russa (n. 1742)
- 1830 - Jacques Villeré, politico statunitense (n. 1761)
- 1833 - Rahel Varnhagen, scrittrice tedesca (n. 1771)
- 1835 - Manuel Freire de Andrade, generale spagnolo (n. 1767)
- 1835 - Saverio Scrofani, storico, economista e scrittore italiano (n. 1756)
- 1835 - Benjamin Tallmadge, militare e politico statunitense (n. 1754)
- 1838 - Paine Wingate, politico statunitense (n. 1739)
- 1840 - Gaspare Federigo, medico italiano (n. 1769)
- 1842 - Eusebio Bardají Azara, politico e diplomatico spagnolo (n. 1776)
- 1842 - Wiremu Kīngi Maketū, neozelandese
- 1842 - Christian Theodor Weinlig, musicista, compositore e insegnante tedesco (n. 1780)
- 1842 - Paolo Federico di Meclemburgo-Schwerin, sovrano tedesco (n. 1800)
- 1843 - Christoph Ludwig Eckhardt, militare austriaco (n. 1767)
- 1848 - Francis Cornu, drammaturgo francese (n. 1798)
- 1849 - Luigi Coardi Bagnasco di Carpeneto, politico italiano (n. 1779)
- 1850 - Hercules Pakenham, generale irlandese (n. 1781)
- 1851 - Girolamo Molin, medico, veterinario e filosofo italiano (n. 1778)
- 1851 - Raymond d'Humilly de Serraval, politico francese (n. 1794)
- 1852 - Jacopo Ferretti, librettista e poeta italiano (n. 1784)
- 1852 - Heinrich Wilhelm von Hinckeldey, generale tedesco (n. 1793)
- 1855 - Bartolomeo Catena, abate, docente e bibliotecario italiano (n. 1787)
- 1855 - Darendeli Topal İzzet Mehmed Pascià, politico e ammiraglio ottomano (n. 1792)
- 1855 - Vladimir Istomin, ammiraglio russo (n. 1809)
- 1855 - Giuseppe Siotto Pintor, politico italiano (n. 1808)
- 1855 - Paolo Tonti, agronomo e filantropo italiano (n. 1785)
- 1856 - Michele Manzo, arcivescovo cattolico italiano (n. 1785)
- 1857 - Giacomo Bignotti, vescovo cattolico italiano (n. 1791)
- 1862 - Benjamin McCulloch, generale e politico statunitense (n. 1811)
- 1862 - Albert Seerig, anatomista e chirurgo tedesco (n. 1797)
- 1863 - Paolo Appiani di Castelletto, politico italiano (n. 1792)
- 1863 - Bartolomeo Bosco, illusionista italiano (n. 1793)
- 1864 - Charles Didier, scrittore, poeta e viaggiatore svizzero (n. 1805)
- 1864 - Amélie Guillot-Saguez, pittrice e fotografa francese (n. 1810)
- 1865 - George Daniel Gerlach, generale danese (n. 1797)
- 1866 - Ferdinando Baldanzi, arcivescovo cattolico italiano (n. 1789)
- 1866 - Siméon-François Berneux, missionario, vescovo cattolico e santo francese (n. 1814)
- 1868 - Marcello Gianotti, generale e politico italiano (n. 1799)
- 1869 - Owen Chase, navigatore e scrittore statunitense (n. 1797)
- 1870 - Dar'ja Konstantinovna Opočinina, nobildonna russa (n. 1844)
- 1874 - Jean Cruveilhier, anatomista e patologo francese (n. 1791)
- 1874 - Salvatore Fergola, pittore italiano (n. 1796)
- 1874 - Ignazio Filippo I Arkousse (n. 1827)
- 1875 - James Hope Grant, generale britannico (n. 1808)
- 1875 - John Edward Gray, biologo, zoologo e botanico inglese (n. 1800)
- 1876 - Giovanni Bellezza, scultore e orafo italiano (n. 1807)
- 1876 - Pasquale de Virgiliis, poeta, patriota e politico italiano (n. 1810)
- 1879 - Francesco Piazza, politico italiano (n. 1810)
- 1879 - Antonio Tantardini, scultore italiano (n. 1829)
- 1881 - William Wirt Winchester, imprenditore statunitense (n. 1837)
- 1882 - William Thomas Collings, nobile britannico (n. 1823)
- 1882 - Thomas Egerton, II conte di Wilton, nobile e politico inglese (n. 1799)
- 1884 - Jules Andrieu, insegnante francese (n. 1820)
- 1887 - Carl Ferdinand von Arlt, oculista austriaco (n. 1812)
- 1887 - Leopoldo Valfrè di Bonzo, politico e militare italiano (n. 1808)
- 1888 - Serafino Capezzuoli, medico italiano (n. 1813)
- 1889 - Angelo Genocchi, matematico italiano (n. 1817)
- 1889 - Charles Frédéric Martins, medico, botanico e geologo francese (n. 1806)
- 1889 - José Olallo Valdés, religioso cubano (n. 1820)
- 1890 - Karl Rudolf Friedenthal, avvocato, imprenditore e politico tedesco (n. 1827)
- 1891 - Franc Miklošič, filologo e linguista sloveno (n. 1813)
- 1893 - Angelo Zanardini, librettista e compositore italiano (n. 1820)
- 1895 - Kostandin Kristoforidhi, traduttore albanese (n. 1827)
- 1896 - Giovanni Maria Berengo, arcivescovo cattolico italiano (n. 1820)
- 1897 - Harriet Jacobs, scrittrice statunitense (n. 1815)
- 1897 - Gustav Adolph Kenngott, mineralogista tedesco (n. 1818)
- 1899 - Giuseppe Garzoni, politico italiano (n. 1824)
- 1900 - Gioacchino Colonna di Stigliano, IV principe di Stigliano, nobile italiano (n. 1809)

## XX secolo(248)
- 1902 - Gaetano Casati, geografo e esploratore italiano (n. 1838)
- 1902 - Pud Galvin, giocatore di baseball statunitense (n. 1856)
- 1903 - István Bittó, politico ungherese (n. 1822)
- 1904 - Ferdinand André Fouqué, geologo francese (n. 1828)
- 1904 - Félix Soulès, scultore francese (n. 1857)
- 1904 - Theodor Thierfelder, medico e docente tedesco (n. 1824)
- 1905 - Ján Francisci-Rimavský, poeta, scrittore e traduttore slovacco (n. 1822)
- 1905 - Leopoldo Maggi, biologo, zoologo e geologo italiano (n. 1840)
- 1906 - Marianna Giarrè Billi, poetessa italiana (n. 1835)
- 1907 - Victor Alphonse Duvernoy, compositore e pianista francese (n. 1842)
- 1907 - Nicolò Gallo, politico italiano (n. 1849)
- 1908 - Maria Maddalena De Lellis, brigante italiana (n. 1835)
- 1911 - Antonio Fogazzaro, scrittore e poeta italiano (n. 1842)
- 1911 - Gustavo Uzielli, mineralogista, storico e patriota italiano (n. 1839)
- 1913 - Carl Diercke, cartografo tedesco (n. 1842)
- 1913 - Pauline Johnson, scrittrice, traduttrice e attivista canadese (n. 1861)
- 1914 - Antonino Salinas, archeologo e numismatico italiano (n. 1841)
- 1917 - Katherine Harley, militare e attivista britannica (n. 1855)
- 1918 - Raniero Gigliarelli, medico italiano (n. 1850)
- 1918 - Clopton Lloyd-Jones, crickettista e calciatore britannico (n. 1858)
- 1918 - Alexander Tahy, aviatore austro-ungarico (n. 1896)
- 1919 - Marija Aleksandrovna Puškina, nobildonna russa (n. 1832)
- 1920 - Jaan Poska, politico, avvocato e diplomatico estone (n. 1866)
- 1921 - Max van Berchem, arabista svizzero (n. 1863)
- 1921 - François Hennebique, imprenditore francese (n. 1842)
- 1921 - Guglielmo Malagola, medico, banchiere e filantropo italiano (n. 1850)
- 1921 - Karl Tersztyánszky von Nádás, generale austro-ungarico (n. 1854)
- 1922 - Americo Giuliani, poeta italiano (n. 1888)
- 1922 - Harriet Phipps, nobildonna inglese (n. 1841)
- 1922 - Axel Thue, matematico norvegese (n. 1863)
- 1923 - Robert Brunton, produttore cinematografico e scenografo scozzese
- 1923 - Wilhelm H. Roscher, filologo classico tedesco (n. 1845)
- 1924 - Robert Braune, compositore di scacchi austriaco (n. 1845)
- 1925 - Arvid Knöppel, tiratore a segno svedese (n. 1867)
- 1925 - Georgij Evgen'evič L'vov, politico russo (n. 1861)
- 1926 - Aşıq Ələsgər, musicista e poeta azero (n. 1821)
- 1927 - Louise Hamilton Caico, scrittrice e fotografa italiana (n. 1861)
- 1928 - Ettore Artini, mineralogista italiano (n. 1866)
- 1928 - William H. Crane, attore statunitense (n. 1845)
- 1929 - Antonio Ambrogio Alciati, pittore italiano (n. 1878)
- 1929 - Enrico Crespi, pittore e incisore italiano (n. 1854)
- 1929 - Edward Howe Forbush, ornitologo statunitense (n. 1858)
- 1930 - Glauco Cambon, pittore italiano (n. 1875)
- 1931 - Wallace Clifton, scrittore e sceneggiatore statunitense (n. 1871)
- 1931 - Akseli Gallen-Kallela, pittore finlandese (n. 1865)
- 1931 - Edouard Myin, tiratore a segno belga (n. 1863)
- 1931 - Lupu Pick, attore, regista e sceneggiatore rumeno (n. 1886)
- 1931 - Theo van Doesburg, pittore, architetto e scrittore olandese (n. 1883)
- 1932 - Aristide Briand, politico e diplomatico francese (n. 1862)
- 1932 - Heinrich Clam-Martinic, politico austro-ungarico (n. 1863)
- 1932 - Luigi Donati, fisico e matematico italiano (n. 1846)
- 1934 - Louis Napoléon Eugène Jules Jean Espinasse, generale francese (n. 1853)
- 1934 - John Hamilton Gordon, nobile e politico scozzese (n. 1847)
- 1934 - George Frederick Leycester Marshall, naturalista britannico (n. 1843)
- 1935 - Leonid Ivanovič Fëdorov, esarca russo (n. 1879)
- 1937 - Tomas O'Crohan, scrittore irlandese (n. 1856)
- 1938 - Henry Jameson, calciatore statunitense (n. 1883)
- 1938 - Andreas Michalakopoulos, politico greco (n. 1876)
- 1938 - Robert Ogilvie, calciatore inglese (n. 1852)
- 1939 - Matvej Davydovič Berman, politico sovietico (n. 1898)
- 1939 - Ludwig Fulda, drammaturgo e scrittore tedesco (n. 1862)
- 1939 - Havis de Giorgio, militare italiano (n. 1914)
- 1939 - Hermann Remmele, politico tedesco (n. 1880)
- 1940 - Edwin Markham, poeta e docente statunitense (n. 1852)
- 1941 - Julian Eltinge, showman, cabarettista e attore statunitense (n. 1881)
- 1941 - Günther Prien, ufficiale tedesco (n. 1908)
- 1941 - Benvenuto Ratto, ufficiale italiano (n. 1915)
- 1941 - Arnold Schering, musicologo tedesco (n. 1877)
- 1942 - Sergej Belavenec, scacchista sovietico (n. 1910)
- 1942 - Konstantyn Dominik, vescovo cattolico polacco (n. 1870)
- 1942 - Zenel Hajdini, partigiano jugoslavo (n. 1910)
- 1942 - Lucy Parsons, sindacalista statunitense (n. 1851)
- 1942 - Tony Sarg, artista, illustratore e burattinaio statunitense (n. 1880)
- 1943 - Virgile Gaillard, calciatore francese (n. 1877)
- 1943 - Akilles Järvinen, multiplista e ostacolista finlandese (n. 1905)
- 1943 - Alma Moodie, violinista e insegnante australiana (n. 1898)
- 1944 - Giorgio Labò, partigiano italiano (n. 1919)
- 1944 - Guido Rattoppatore, partigiano italiano (n. 1913)
- 1944 - Emanuel Ringelblum, storico polacco (n. 1900)
- 1945 - Adolf Bartels, scrittore, critico letterario e storico tedesco (n. 1862)
- 1945 - Vincenzo De Angelis, medico, politico e poeta italiano (n. 1877)
- 1945 - Enzo Giraldo, partigiano italiano (n. 1928)
- 1945 - Robert Hugues-Lambert, attore francese (n. 1908)
- 1945 - Albrecht Penck, geografo e geologo tedesco (n. 1858)
- 1946 - Huber Lipót, presbitero, teologo e ebraista ungherese (n. 1861)
- 1947 - Josef Meisinger, militare e criminale di guerra tedesco (n. 1899)
- 1947 - Ossi Oswalda, attrice tedesca (n. 1897)
- 1947 - Stewart Tritle, tennista statunitense (n. 1871)
- 1949 - Pierre Aubertin, militare e aviatore francese (n. 1915)
- 1950 - Angelo Abisso, avvocato, magistrato e politico italiano (n. 1883)
- 1950 - Gaspare Bergonzoli, medico italiano (n. 1867)
- 1951 - Ali Razmara, generale e politico iraniano (n. 1901)
- 1951 - Eleanor Gates, scrittrice e commediografa statunitense (n. 1874)
- 1952 - Franz Seitz Sr., regista e sceneggiatore tedesco (n. 1887)
- 1952 - Paramahansa Yogananda, filosofo, mistico e scrittore indiano (n. 1893)
- 1953 - Max Rée, scenografo e costumista danese (n. 1889)
- 1953 - Edward Sedgwick, regista, sceneggiatore e attore statunitense (n. 1892)
- 1954 - Otto Paul Hermann Diels, chimico tedesco (n. 1876)
- 1954 - William Harrison Hays, politico statunitense (n. 1879)
- 1956 - John Emerson, sceneggiatore e regista statunitense (n. 1874)
- 1956 - Johannes Gandil, velocista e calciatore danese (n. 1873)
- 1957 - Wyndham Lewis, pittore e scrittore britannico (n. 1882)
- 1959 - Alfred Cartier, calciatore e banchiere svizzero (n. 1882)
- 1959 - Ottavio Dinale, politico italiano (n. 1871)
- 1959 - Ichirō Hatoyama, politico giapponese (n. 1883)
- 1959 - Michele Landolfi, medico italiano (n. 1878)
- 1959 - Arthur Cecil Pigou, economista inglese (n. 1877)
- 1961 - Camillo Bruto Bonzi, scrittore, regista e sceneggiatore italiano (n. 1887)
- 1961 - Giorgio Clarotti, economista italiano (n. 1903)
- 1961 - Bill Harris, nuotatore statunitense (n. 1897)
- 1962 - Ladislav Mráz, calciatore cecoslovacco (n. 1909)
- 1963 - Temple Fay, neurologo statunitense (n. 1895)
- 1963 - Joachim Holst-Jensen, attore norvegese (n. 1880)
- 1963 - Guido Jurgens, ufficiale e carabiniere italiano (n. 1893)
- 1963 - Orlando Tognotti, calciatore e allenatore di calcio italiano (n. 1904)
- 1964 - Carlos Gouvêa Coelho, arcivescovo cattolico brasiliano (n. 1907)
- 1964 - Giuditta Sommaruga, filantropa italiana (n. 1875)
- 1964 - Samuel Stanley Wilks, statistico statunitense (n. 1906)
- 1965 - Luisa Mountbatten, regina britannica (n. 1889)
- 1966 - Contardo Barbieri, pittore italiano (n. 1900)
- 1966 - Giuseppe Bellocchio, generale e partigiano italiano (n. 1889)
- 1966 - George Camsell, calciatore inglese (n. 1902)
- 1966 - Hilding Ekman, mezzofondista svedese (n. 1893)
- 1966 - Arno Neumann, calciatore tedesco (n. 1885)
- 1966 - Giuseppe Romagnoli, medaglista e scultore italiano (n. 1872)
- 1966 - Carlo Vergara Caffarelli, ammiraglio italiano (n. 1877)
- 1967 - Clemente Aldobrandini, III principe di Meldola, imprenditore e nobile italiano (n. 1891)
- 1967 - Sarra Dmitrievna Lebedeva, scultrice sovietica (n. 1892)
- 1967 - Karol Rómmel, militare polacco (n. 1888)
- 1967 - Alice Toklas, scrittrice statunitense (n. 1877)
- 1968 - Quintin Brand, militare sudafricano (n. 1893)
- 1968 - Gustav Janouch, scrittore e musicista ceco (n. 1903)
- 1968 - Lina Stern, biochimica e fisiologa sovietica (n. 1878)
- 1969 - Joe Kennaway, allenatore di calcio e calciatore canadese (n. 1905)
- 1969 - Richard Pefferle, scenografo statunitense (n. 1905)
- 1971 - Alberto Castelli, arcivescovo cattolico, critico letterario e traduttore italiano (n. 1907)
- 1971 - Émile Hamilius, politico e calciatore lussemburghese (n. 1897)
- 1971 - Richard Montague, matematico e filosofo statunitense (n. 1930)
- 1971 - Stevie Smith, poetessa e scrittrice inglese (n. 1902)
- 1971 - Orvar Trolle, nuotatore svedese (n. 1900)
- 1972 - Otto Jírovec, biologo ceco (n. 1907)
- 1973 - Johann Risztics, aviatore austro-ungarico (n. 1895)
- 1974 - Eduard Kainberger, calciatore austriaco (n. 1911)
- 1975 - Michail Michajlovič Bachtin, filosofo e critico letterario russo (n. 1895)
- 1975 - Åke Bergqvist, velista svedese (n. 1900)
- 1975 - Jerzy Groyecki, allenatore di pallacanestro polacco (n. 1921)
- 1975 - Gerrit Jannink, hockeista su prato olandese (n. 1904)
- 1975 - Isabella Moore, nuotatrice britannica (n. 1894)
- 1976 - Tove Ditlevsen, scrittrice e poetessa danese (n. 1917)
- 1976 - Erwin Kroll, compositore, critico musicale e pianista tedesco (n. 1886)
- 1976 - Adolphe Reymond, calciatore svizzero (n. 1896)
- 1976 - Piero Vidale, compositore, direttore di banda e editore italiano (n. 1902)
- 1978 - Friedrich Engel-Jànosi, storico austriaco (n. 1893)
- 1978 - Salvatore Greco, mafioso italiano (n. 1923)
- 1979 - Carlo Cattaneo, matematico e fisico italiano (n. 1911)
- 1979 - Francesco Marrajeni, generale, calciatore e scrittore italiano (n. 1889)
- 1979 - Renato Natali, pittore italiano (n. 1883)
- 1980 - Alfredo Lazzaretti, calciatore italiano (n. 1913)
- 1980 - Filippo Pennavaria, politico e banchiere italiano (n. 1891)
- 1980 - Giovanni Trabucco, militare e calciatore italiano (n. 1895)
- 1980 - Vaughn Waddell, cestista statunitense (n. 1910)
- 1980 - Felice da Mareto, religioso italiano (n. 1909)
- 1981 - Giovanni Bianconi, poeta, artista e etnologo svizzero (n. 1891)
- 1981 - Bosley Crowther, giornalista e critico cinematografico statunitense (n. 1905)
- 1981 - Bruno Marzi, pittore e falsario italiano (n. 1908)
- 1981 - Francesco Mattuteia, calciatore e allenatore di calcio italiano (n. 1897)
- 1981 - Red Pollard, fantino canadese (n. 1909)
- 1981 - Eulalie Spence, scrittrice, docente e regista statunitense (n. 1894)
- 1981 - Hilde Sperling, tennista tedesca (n. 1908)
- 1982 - Ida Barney, astronoma statunitense (n. 1886)
- 1982 - Konrad Wolf, regista cinematografico e sceneggiatore tedesco (n. 1925)
- 1983 - Robert Bray, attore statunitense (n. 1917)
- 1983 - Enrico Colombari, allenatore di calcio e calciatore italiano (n. 1905)
- 1983 - Jackie Dinkins, cestista statunitense (n. 1950)
- 1983 - Lutz Eigendorf, calciatore tedesco orientale (n. 1956)
- 1983 - Lothar Fendler, militare tedesco (n. 1913)
- 1983 - Odd Lundberg, pattinatore di velocità su ghiaccio norvegese (n. 1917)
- 1983 - Igor Markevitch, compositore e direttore d'orchestra ucraino (n. 1912)
- 1983 - Antonio Montanti, politico italiano (n. 1928)
- 1983 - Claude Vivier, compositore canadese (n. 1948)
- 1984 - Domenico Acerbi, aviatore e religioso italiano (n. 1900)
- 1984 - Miloš Beleslin, calciatore jugoslavo (n. 1901)
- 1984 - Paul Rotha, regista britannico (n. 1907)
- 1985 - Emidio Vittori, bibliotecario e poeta italiano (n. 1924)
- 1986 - Emma Baron, attrice italiana (n. 1904)
- 1986 - Giacomo Di Segni, pugile e attore italiano (n. 1919)
- 1987 - Henri Decaë, direttore della fotografia francese (n. 1915)
- 1987 - Waldo Salt, sceneggiatore statunitense (n. 1914)
- 1987 - Jurij Stepanovič Čuljukin, regista e attore sovietico (n. 1929)
- 1988 - Guido Celano, attore e regista italiano (n. 1904)
- 1988 - Divine, attore e cantante statunitense (n. 1945)
- 1988 - Robert Livingston, attore statunitense (n. 1904)
- 1988 - Olof Stahre, cavaliere svedese (n. 1909)
- 1989 - Youssef Abou Ouf, cestista egiziano (n. 1924)
- 1989 - Nino Milano, attore italiano (n. 1920)
- 1989 - Judson Philips, scrittore statunitense (n. 1903)
- 1989 - Otto Stenzel, musicista, direttore d'orchestra e compositore tedesco (n. 1903)
- 1989 - Guillaume de Tarde, scrittore e economista francese (n. 1885)
- 1990 - Claude Arrieu, compositrice francese (n. 1903)
- 1990 - Athos Fiordelli, partigiano e politico italiano (n. 1925)
- 1990 - Mordecai Gorelik, scenografo russo (n. 1899)
- 1990 - Max Hansen, militare tedesco (n. 1908)
- 1990 - Jay Lovestone, politico, sindacalista e agente segreto statunitense (n. 1897)
- 1990 - Mihály Tóth, calciatore ungherese (n. 1926)
- 1990 - Al Tripoli, pugile statunitense (n. 1904)
- 1990 - Carl Alvar Wirtanen, astronomo statunitense (n. 1910)
- 1991 - John Bartha, attore ungherese (n. 1915)
- 1991 - Cool Papa Bell, giocatore di baseball statunitense (n. 1903)
- 1991 - Bruno Venturini, calciatore italiano (n. 1911)
- 1992 - János Aknai, calciatore ungherese (n. 1908)
- 1992 - Chuck Crate, politico canadese (n. 1915)
- 1992 - Olga Dickie, attrice britannica (n. 1900)
- 1992 - Asaf Messerer, ballerino e coreografo sovietico (n. 1903)
- 1992 - Nikolaj Šatov, sollevatore sovietico (n. 1909)
- 1993 - Duane Carter, pilota automobilistico statunitense (n. 1913)
- 1993 - Carlo Cocchia, architetto, urbanista e pittore italiano (n. 1903)
- 1993 - Whitey Kachan, cestista statunitense (n. 1925)
- 1993 - John Merrill Knapp, musicologo statunitense (n. 1914)
- 1993 - Carlo Mazzarella, attore e giornalista italiano (n. 1919)
- 1993 - Angelo Piccaluga, allenatore di calcio e calciatore italiano (n. 1906)
- 1993 - Earl Wrightson, baritono e attore teatrale statunitense (n. 1916)
- 1995 - Róża Herman, scacchista polacca (n. 1902)
- 1995 - Norman Rosten, scrittore statunitense (n. 1913)
- 1995 - Paul-Émile Victor, esploratore e etnologo francese (n. 1907)
- 1996 - Ramon Monzon, fumettista spagnolo (n. 1929)
- 1996 - Ferdinand Panke, pallanuotista tedesco (n. 1922)
- 1996 - Paula Winslowe, attrice e doppiatrice statunitense (n. 1910)
- 1997 - Martin Kippenberger, artista tedesco (n. 1953)
- 1997 - Altymyrat Orazdurdyýew, sollevatore sovietico (n. 1969)
- 1997 - Agnieszka Osiecka, scrittrice, poetessa e paroliera polacca (n. 1936)
- 1997 - Edward Mills Purcell, fisico statunitense (n. 1912)
- 1998 - Bill Cable, attore, stuntman e modello statunitense (n. 1946)
- 1998 - Josep Escolà, calciatore spagnolo (n. 1914)
- 1998 - Karen Holtsmark, pittrice norvegese (n. 1907)
- 1998 - Adem Jashari, generale albanese (n. 1955)
- 1998 - Paulius Rabikauskas, presbitero e teologo lituano (n. 1920)
- 1998 - Leonie Rysanek, soprano austriaco (n. 1926)
- 1998 - Wanda Tettoni, attrice e doppiatrice italiana (n. 1910)
- 1999 - Roberto Corbiletto, attore italiano (n. 1949)
- 1999 - Sidney Gottlieb, chimico statunitense (n. 1918)
- 1999 - Stanley Kubrick, regista, sceneggiatore e produttore cinematografico statunitense (n. 1928)
- 2000 - Charles Gray, attore britannico (n. 1928)
- 2000 - William Donald Hamilton, biologo britannico (n. 1936)
- 2000 - Oleksandr Klymenko, pesista ucraino (n. 1970)
- 2000 - Edward Hirsch Levi, politico statunitense (n. 1911)
- 2000 - Hirokazu Ninomiya, allenatore di calcio e calciatore giapponese (n. 1917)
- 2000 - Mario Russo, pittore italiano (n. 1925)
- 2000 - Massimo Urbano, carabiniere italiano (n. 1972)

## XXI secolo(146)
- 2001 - Vittorio Bernardetto, vescovo cattolico italiano (n. 1925)
- 2001 - Frankie Carle, pianista statunitense (n. 1903)
- 2001 - Al Palladini, politico italiano (n. 1943)
- 2001 - Angelo Solazzo, calciatore italiano (n. 1921)
- 2002 - Alberto Brigo, politico italiano (n. 1944)
- 2002 - Piero Campolonghi, baritono italiano (n. 1914)
- 2002 - Chuck Chapman, cestista canadese (n. 1911)
- 2002 - Daaf Drok, calciatore olandese (n. 1914)
- 2002 - Mati Klarwein, pittore tedesco (n. 1932)
- 2002 - Doris Allen, psicologa statunitense (n. 1901)
- 2003 - Albino Cocco, regista e attore italiano (n. 1933)
- 2003 - Monica Hughes, scrittrice britannica (n. 1925)
- 2004 - Bengt Fahlkvist, lottatore svedese (n. 1922)
- 2004 - Jack Holden, maratoneta britannico (n. 1907)
- 2004 - Manfred M. Junius, musicista e compositore tedesco (n. 1929)
- 2004 - Michael Stringer, scenografo, pittore e illustratore britannico (n. 1924)
- 2004 - George Thompson, calciatore inglese (n. 1926)
- 2004 - Paul Winfield, attore statunitense (n. 1939)
- 2005 - Helon Blount, attrice e cantante statunitense (n. 1929)
- 2005 - John Box, scenografo britannico (n. 1920)
- 2005 - José Gottardi Cristelli, arcivescovo cattolico italiano (n. 1923)
- 2005 - Willis Hall, sceneggiatore e scrittore britannico (n. 1929)
- 2005 - Jan Hannelius, compositore di scacchi finlandese (n. 1916)
- 2005 - Debra Hill, sceneggiatrice e produttrice cinematografica statunitense (n. 1950)
- 2005 - Sergio Sablich, musicologo e saggista italiano (n. 1951)
- 2006 - Gordon Parks, regista, sceneggiatore e attore statunitense (n. 1912)
- 2006 - Ali Farka Touré, cantante e chitarrista maliano (n. 1939)
- 2007 - Andy Sidaris, regista e sceneggiatore statunitense (n. 1931)
- 2008 - Leonardo Costagliola, calciatore e allenatore di calcio italiano (n. 1921)
- 2008 - David Gale, matematico e economista statunitense (n. 1921)
- 2008 - Mario Gambazza, allenatore di calcio e calciatore italiano (n. 1924)
- 2008 - Francis Pym, politico britannico (n. 1922)
- 2008 - Ferdinand Fairfax, regista britannico (n. 1944)
- 2008 - Mario Schembri, calciatore maltese (n. 1956)
- 2008 - Luisa Isabel Álvarez de Toledo, nobildonna, scrittrice e storica spagnola (n. 1936)
- 2009 - Vittorio Blandino, partigiano italiano (n. 1924)
- 2009 - Jimmy Boyd, attore e cantante statunitense (n. 1939)
- 2009 - André Casanova, compositore francese (n. 1919)
- 2009 - Edouard Ndeki, calciatore camerunese (n. 1976)
- 2009 - Tullio Pinelli, scrittore, sceneggiatore e drammaturgo italiano (n. 1908)
- 2009 - Francesco Zagatti, calciatore e allenatore di calcio italiano (n. 1932)
- 2009 - Anton Šoch, calciatore e allenatore di calcio kazako (n. 1960)
- 2010 - Kenneth Dover, filologo classico e grecista britannico (n. 1920)
- 2010 - Manuel Gavilán, calciatore paraguaiano (n. 1921)
- 2010 - Mihajlo Mihajlov, letterato jugoslavo (n. 1934)
- 2010 - Carlos Moratorio, cavaliere argentino (n. 1929)
- 2010 - Attilio Stazio, numismatico italiano (n. 1923)
- 2011 - Adrián Escudero, calciatore spagnolo (n. 1927)
- 2011 - Chuck Noble, cestista statunitense (n. 1931)
- 2012 - Cris Alexander, attore, ballerino e fotografo statunitense (n. 1920)
- 2012 - Gherardo Gnoli, storico delle religioni italiano (n. 1937)
- 2012 - Miguel Iglesias, regista e sceneggiatore spagnolo (n. 1915)
- 2012 - Lucia Mannucci, cantante italiana (n. 1920)
- 2012 - Félicien Marceau, scrittore e saggista belga (n. 1913)
- 2012 - Marcel Mouchel, allenatore di calcio e calciatore francese (n. 1927)
- 2012 - Don Penwell, cestista statunitense (n. 1930)
- 2012 - Włodzimierz Smolarek, allenatore di calcio e calciatore polacco (n. 1957)
- 2012 - Pierre Tornade, attore e doppiatore francese (n. 1930)
- 2012 - Ramaz Urushadze, calciatore sovietico (n. 1939)
- 2012 - Lupe Yáñez, cestista e allenatrice di pallacanestro boliviana (n. 1956)
- 2013 - Kenny Ball, trombettista e cantante britannico (n. 1930)
- 2013 - Peter Banks, chitarrista britannico (n. 1947)
- 2013 - Cleto Bellucci, arcivescovo cattolico italiano (n. 1921)
- 2013 - Giuliano Bignasca, politico e imprenditore svizzero (n. 1945)
- 2013 - Damiano Damiani, regista, saggista e attore italiano (n. 1922)
- 2013 - Dick Graham, calciatore e allenatore di calcio inglese (n. 1922)
- 2013 - Werner Prauss, calciatore tedesco (n. 1933)
- 2013 - Dino Tiberi, politico italiano (n. 1923)
- 2013 - Jan Zwartkruis, allenatore di calcio olandese (n. 1926)
- 2014 - Anatolij Kuznecov, attore sovietico (n. 1930)
- 2014 - Jan Sagvaag, calciatore norvegese (n. 1926)
- 2014 - Patti Wicks, cantante statunitense (n. 1945)
- 2015 - Felice Andreis, fotografo e chimico italiano (n. 1907)
- 2015 - Derek Day, hockeista su prato britannico (n. 1927)
- 2015 - Frank Ray Keyser, politico e avvocato statunitense (n. 1927)
- 2015 - Edmond Malinvaud, economista francese (n. 1923)
- 2015 - Yoshihiro Tatsumi, fumettista giapponese (n. 1935)
- 2016 - Carlos Bru, cestista e allenatore di pallacanestro messicano (n. 1928)
- 2016 - Rosanna Chiessi, editrice italiana (n. 1934)
- 2016 - Enrique Estrázulas, scrittore, drammaturgo e giornalista uruguaiano (n. 1942)
- 2016 - Béla Kuhárszki, calciatore ungherese (n. 1940)
- 2016 - Jean-Bernard Raimond, politico e diplomatico francese (n. 1926)
- 2017 - Ron Bass, wrestler statunitense (n. 1948)
- 2017 - Antonio Caracciolo, calciatore italiano (n. 1917)
- 2017 - Hans Dehmelt, fisico tedesco (n. 1922)
- 2017 - Roberto Lione, regista televisivo, sceneggiatore e produttore cinematografico italiano (n. 1941)
- 2017 - Yukinori Miyabe, pattinatore di velocità su ghiaccio giapponese (n. 1968)
- 2017 - Patrizia Rebizzi, chitarrista italiana (n. 1957)
- 2017 - Juan Carlos Touriño, calciatore argentino (n. 1944)
- 2018 - Reynaldo Bignone, generale e politico argentino (n. 1928)
- 2018 - Victor Heringer, scrittore e poeta brasiliano (n. 1988)
- 2018 - Sala Kirschner, superstite dell'Olocausto polacca (n. 1924)
- 2018 - Diego Lanza, grecista italiano (n. 1937)
- 2019 - Dick Beyer, wrestler statunitense (n. 1930)
- 2019 - Pino Caruso, attore, scrittore e cabarettista italiano (n. 1934)
- 2019 - Alessandro Dimai, astronomo italiano (n. 1962)
- 2019 - Don Ray, produttore discografico, arrangiatore e tastierista francese (n. 1942)
- 2019 - Peter Däppen, giocatore di curling svizzero (n. 1950)
- 2019 - Ralph Hall, politico e magistrato statunitense (n. 1923)
- 2019 - Patrick Lane, poeta canadese (n. 1939)
- 2019 - Carmine Persico, mafioso statunitense (n. 1933)
- 2019 - Sid Sheinberg, produttore cinematografico e avvocato statunitense (n. 1935)
- 2020 - Giovanna Cau, avvocata italiana (n. 1923)
- 2020 - Mart Crowley, drammaturgo, sceneggiatore e produttore televisivo statunitense (n. 1935)
- 2020 - Emidio Ferlatti, calciatore italiano (n. 1933)
- 2020 - Suor Germana, religiosa e scrittrice italiana (n. 1938)
- 2020 - Jair Marinho, calciatore brasiliano (n. 1936)
- 2020 - Karri Käyhkö, nuotatrice finlandese (n. 1937)
- 2020 - Jean-Michel Matz, storico francese (n. 1963)
- 2020 - Fatemeh Rahbar, politica iraniana (n. 1964)
- 2020 - Marcel Roethlisberger, storico dell'arte svizzero (n. 1929)
- 2020 - Livio Tamberi, politico e dirigente d'azienda italiano (n. 1939)
- 2020 - Fulvio Ventura, fotografo italiano (n. 1941)
- 2020 - Matthew Watkins, rugbista a 15 britannico (n. 1978)
- 2021 - Duggie Fields, pittore e architetto britannico (n. 1945)
- 2021 - Virgilio Forchiassin, designer e artista italiano (n. 1945)
- 2021 - Sanja Ilić, cantante, tastierista e compositore serbo (n. 1951)
- 2021 - Mirko Pavinato, calciatore e allenatore di calcio italiano (n. 1934)
- 2021 - Lars-Göran Petrov, cantante svedese (n. 1972)
- 2021 - Frank Thorne, fumettista statunitense (n. 1930)
- 2022 - Mia Ikumi, fumettista giapponese (n. 1979)
- 2022 - Connie Norman, cestista statunitense (n. 1953)
- 2022 - Muhammad Rafiq Tarar, politico pakistano (n. 1929)
- 2023 - Ian Falconer, scrittore, illustratore e designer statunitense (n. 1959)
- 2023 - Salvador Farfán, calciatore messicano (n. 1932)
- 2023 - André Haefliger, matematico svizzero (n. 1929)
- 2023 - Patricia McCormick, tuffatrice statunitense (n. 1930)
- 2023 - Dmytro Kocjubajlo, militare ucraino (n. 1995)
- 2023 - Augusto Lauro, vescovo cattolico italiano (n. 1923)
- 2023 - Lynn Seymour, ballerina, direttrice artistica e attrice canadese (n. 1939)
- 2024 - Jean-Baptiste Bordas, calciatore e allenatore di calcio francese (n. 1938)
- 2024 - Joe Cutajar, cantante maltese (n. 1941)
- 2024 - Darío René Espínola, calciatore paraguaiano (n. 1969)
- 2024 - Steve Lawrence, attore e cantante statunitense (n. 1935)
- 2024 - Armistead Neely, tennista statunitense (n. 1947)
- 2024 - Minervino Pietra, allenatore di calcio e calciatore portoghese (n. 1954)
- 2024 - Lucas Samaras, scultore, fotografo e artista greco (n. 1936)
- 2024 - Franco Tagliafierro, scrittore italiano (n. 1941)
- 2025 - Guido Alpa, giurista e avvocato italiano (n. 1947)
- 2025 - Richard Fortey, paleontologo, geologo e divulgatore scientifico britannico (n. 1946)
- 2025 - Pasquale Laurito, giornalista italiano (n. 1927)
- 2025 - Paolo Mengoli, politico italiano (n. 1940)
- 2025 - Joe Nickell, scrittore statunitense (n. 1944)
- 2025 - Jürgen Piepenburg, allenatore di calcio e calciatore tedesco (n. 1941)
- 2025 - Wally Ursuliak, giocatore di curling canadese (n. 1929)
- 2025 - David Vunagi, politico e vescovo anglicano salomonese (n. 1950)

## Senza anno specificato(1)
- Gaudioso di Brescia, vescovo italiano